# François-Jean de la Barre

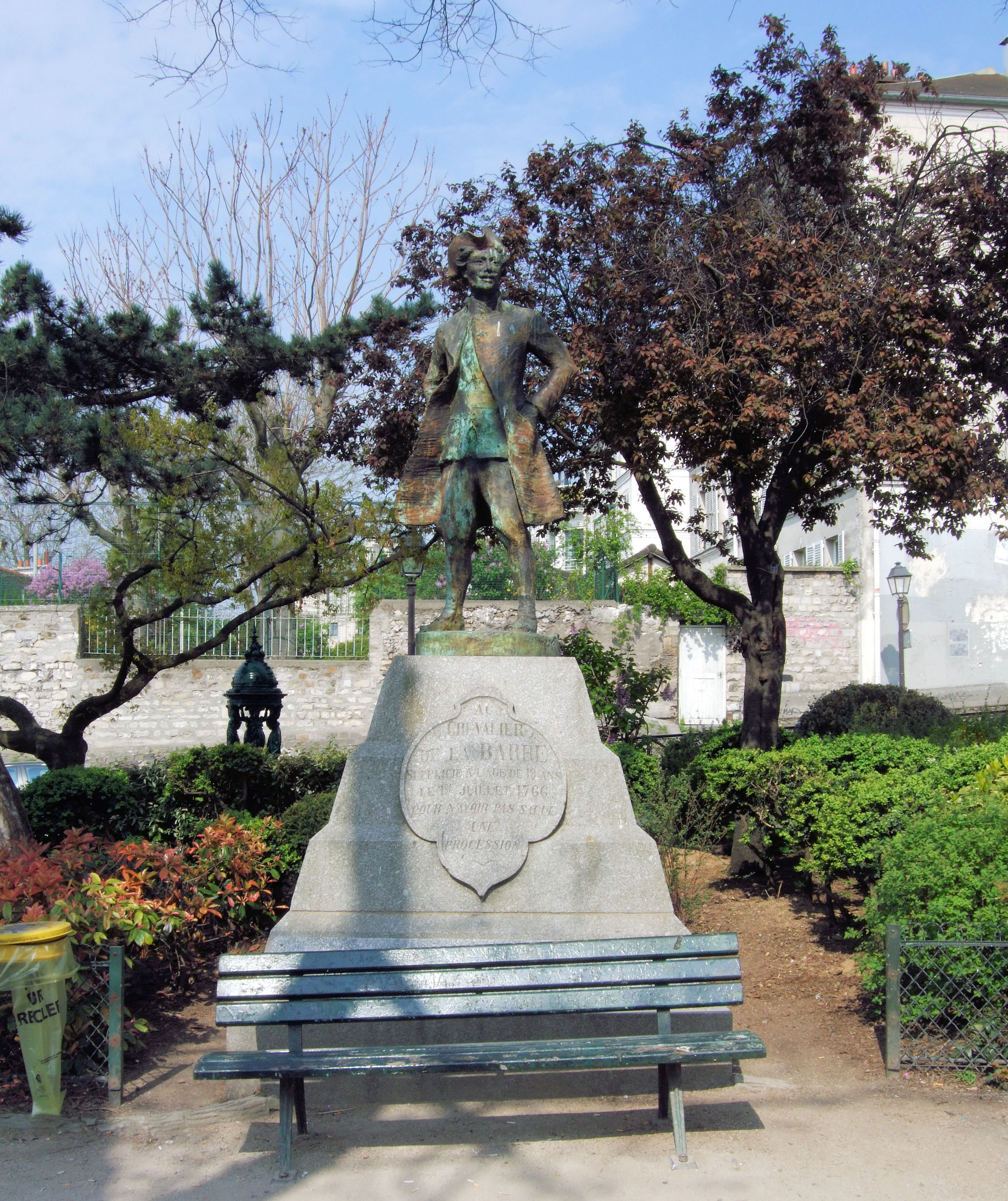
Socha rytíře de la Barre na náměstí Nadar (Montmartre, Paříž), kterou vytvořil Emmanuel Ball (2001).

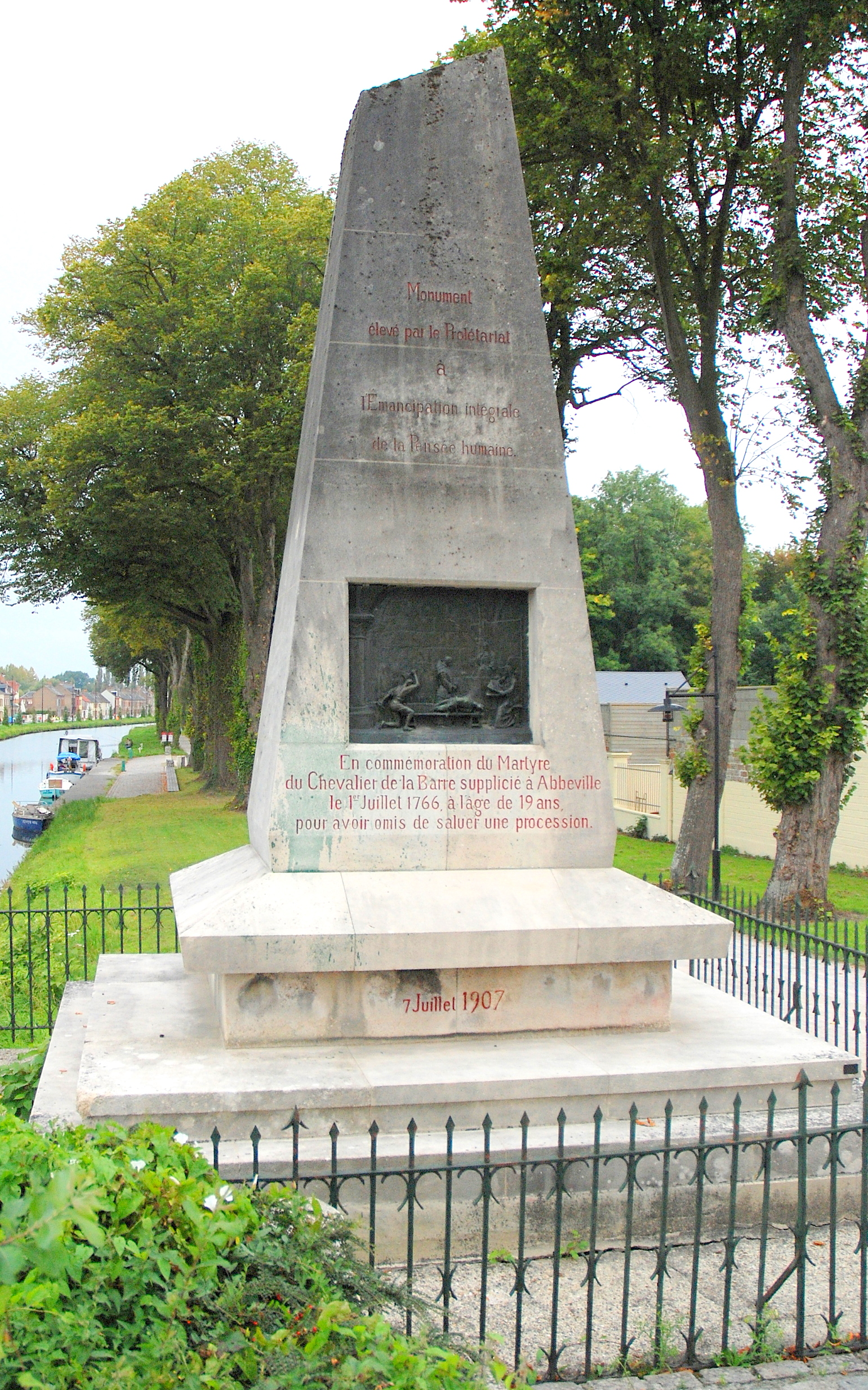
Pamětní obelisk v Abbeville. Na bronzové desce je zobrazeno mučení rytíře de la Barre.

François-Jean Lefebvre, rytíř de La Barre (12. září 1745 – 1. červenec 1766) byl mladý francouzský šlechtic, jenž byl popraven pro obvinění z rouhání, oběť nespravedlivého a krutého rozsudku, který byl v roce 1794 zrušen.

## Život
Pocházel ze šlechtické rodiny, jeho předek Joseph-Antoine Le Febvre de La Barre byl v letech 1682–1685 guvernérem Nové Francie. Rodina však zchudla. Matku ztratil, když mu bylo devět let, a o několik let později zemřel i jeho otec. Mladíka se ujala teta, která byla abatyší cisterciáckého ženského kláštera v Abbeville. Ubytovala ho mimo klášter v budově, která klášteru náležela, a mladík se připravoval na kariéru ve vojsku.
Dne 7. srpna 1765 bylo zjištěno, že dřevěný krucifix, který byl upevněn na mostě přes řeku Sommu, byl zmrzačen. Do jeho boků byly ostrým nástrojem zasazeny čtyři rány a jeden prst u nohy byl poškozen. Jiný krucifix, který byl umístěn na hřbitově, byl pošpiněn. To vyvolalo pobouření a lidé žádali odhalení a potrestání viníků. Policie dostala rozkaz, aby se zmocnila třech mladíků, na které padlo podezření. Jeden z nich, Gaillard d'Etallonde, byl včas varován a podařilo se mu uprchnout za hranice, takže zatčeni byli jen rytíř de la Barre a mladý Moisnel.
Mezitím se dostavil osobně amienský biskup a konala se dojemná ceremonie: bosý a s provazem kolem krku biskup veřejně odprosil zneuctěného Krista, aby tak odvrátil trest, kterým mohlo nebe pomstít poškození krucifixu. Svolával sice „seslání paprsků milosti" na hanobitele, ale zároveň též řekl, že jsou „hodni toho nejhoršího mučení". Pod hrozbou exkomunikace přikázal všem, kdo by mohli pomoci při objasnění tohoto zločinu, aby přišli podat svědectví.
Zazněla řada svědectví o tom, že obvinění neměli patřičnou úctu ke katolickému náboženství. Šest svědků vidělo, že v červnu 1765 kráčeli rytíř de la Barre a pan d'Etallonde asi třicet kroků od procesí kapucínů a ani nepoklekli, ani nesmekli.  Dle dalšího svědectví rytíř de la Barre, když viděl u vrátné ženského kláštera sádrovou podobiznu svatého Mikuláše, ptal se této vrátné, zda si ji koupila proto, aby měla doma nějakého mužského. Rytíř de la Barre prý užil rouhavého výrazu, když mluvil o Panně Marii, a spolu s d'Etallondem zpíval neslušnou písničku o svaté Marii Magdaleně. Sám rytíř přiznal, že jednou zpíval nemravnou Ódu na Priapa, kterou složil básník Alexis Piron. Popřel ale další svědectví, dle kterého měl prohlásit, že nemůže pochopit, jak se lidé mohou klanět bohu z těsta; mluvil prý o Egypťanech. Popřel také svůj údajný výrok, že přikázání boží byla vytvořena kněžími; mluvil o přikázáních církevních. Při domovní prohlídce byly v jeho bytě nalezeny neslušné povídky a Voltairův Filozofický slovník.
Poškození krucifixu nemělo žádné očité svědky. Rytíř de la Barre vinu popíral, ale mladší Moisnel, jemuž bylo sedmnáct let, se pod hrozbami mučením zhroutil. Snad i za příslib beztrestnosti se přiznal ke všemu, co chtěli, a dokonce si zločiny vymýšlel. Byl ve stavu nevylíčitelného děsu a jeho odpovědi se podobaly třeštění.
Rozsudek byl vynesen 28. února 1766. Rytíř de la Barre byl odsouzen k smrti. Před popravou bude mučen, aby vyznal své spoluviníky. Dále mu bude železnými kleštěmi vytržen jazyk a uťata pravá ruka. Trest upálení mu byl poněkud zmírněn: nejprve bude sťat a pak bude jeho tělo spáleno. Sejný trest měl postihnout i druhého odsouzeného, jímž byl uprchlý Gaillard d'Etallonde, jen s tím rozdílem, že ten měl být upálen zaživa na pomalém ohni. Případ mladého Moisnela byl odročen. Od jeho odsouzení bylo později upuštěno.
Rozsudek podléhal schválení vrchního soudu, to je pařížského parlamentu. Ten počátkem června 1766 verdikt potvrdil, což bylo zdůvodňováno tím, že je třeba příkladným trestem zastavit vzrůst bezbožnosti.
Byla ještě podána žádost o milost ke králi, ale Ludvík XV. odmítl zrušit nebo i jen zmírnit rozsudek. Proto se v Abbeville dne 1. července 1766 přikročilo k vykonání popravy, a to za účasti velikého davu lidí. Rytíř de la Barre byl nejprve mučen, aby prozradil případné spoluviníky. Jeho nohy byly přibity mezi prkna a pak se zatloukaly kovové nebo dřevěné klíny mezi prkna a kolena, čímž byly lámány kosti. Odsouzenec přitom omdlel a poté, co byl vzkříšen, řekl, že žádné spoluviníky neměl. Bylo upuštěno od úmyslu vyrvat mu jazyk, neboť hrozil, že se bude vzpouzet. Přistoupilo se tedy k vlastní popravě, rytíř byl sťat a jeho tělo bylo spáleno spolu s výtiskem Voltairova Filozofického slovníku, který u něho při vyšetřování nalezli.

## Voltairova kritika rozsudku
Voltaire vydal Filozofický slovník anonymně v roce 1764 a ještě téhož roku byl tento spis v Ženevě spálen rukou katovou, a to jako kniha nemorální, bezbožná a svatokrádežná, jež uvádí v posměch mystéria, dogmata, kázeň, autoritu božskou i lidskou. V roce 1765 byl dán papežem na Index zakázaných knih. Voltaire se k napsání tohoto díla nikdy veřejně nepřiznal, ale obecně se tušilo, kdo je jeho autorem. Když byl u rytíře slovník objeven, ozvaly se hlasy, které žádaly, aby také Voltaire byl zatčen jako podněcovatel bezbožnosti a spoluviník obviněných a aby byl podroben výslechu.
Filozof nebral toto nebezpečí na lehkou váhu. Dotázal se pruského krále Fridricha II., zda mu poskytne útočiště v případě akutního nebezpečí, a král mu to přislíbil. Také Gaillard d'Etallonde, který byl v nepřítomnosti odsouzen k smrti upálením, našel ochranu u Fridricha II., jenž ho přijal do svých služeb.
Voltaire byl zděšen, když se dověděl, že rytíř de la Barre byl popraven. Rozhodl se, že celý případ zveřejní. Již v roce 1766 vydal spis Relation de la mort du chevalier de La Barre [Zpráva o smrti rytíře de La Barre].
Ani tento spis Voltaire nepodepsal vlastním jménem, ale vystupuje v něm pod pseudonymem Cassen. Má formu dopisu, který poslal pan Cassen markýzu Beccariovi, a je v něm poměrně obšírně vylíčen celý případ. Cassen (čili Voltaire) zdůrazňuje, že souzení mladíci nikoho nezabili, nezranili, neoloupili. I kdyby spáchali všechno, z čeho byli obviněni, což ani nebylo věrohodně prokázáno, pak by přiměřeným trestem byl rok vězení. Namísto toho byli odsouzeni ke krutému trestu, který bývá ukládán travičům a otcovrahům. Rozsudek abbevillských soudců označil za zločin proti spravedlnosti.
V roce 1774 zemřel král Ludvík XV. a započala se vláda Ludvíka XVI. Voltaire vydal v roce 1775 spis Le Cri du sang innocent [Výkřik nevinné krve]. Je to zpráva novému králi a jeho radě o abbevillském rozsudku. Podepsal ji uprchlý odsouzenec Gaillard d'Etallonde, který byl s Voltairem ve styku a navštěvoval ho; na formulaci textu se však patrně podílel i Voltaire.
V tomto spisu je znovu popsán celý případ. Gaillard d'Etallonde popírá, že je vinen poškozením krucifixu, a nadhazuje možnost, že mohl být poškozen i neúmyslně nějakou károu, která přejížděla přes most, na němž byl umístěn. Připouští, že on a rytíř de la Barre v červnu 1765 nesmekli ani nepoklekli před procesím kapucínů, v němž byla nesena monstrance se svátostí oltářní. Vysvětluje však, že procesí bylo od nich vzdáleno více než padesát kroků, tedy mnohem dále, než tvrdili svědkové, pršelo a oni spěchali. Nešlo tedy o projev neúcty ke svátosti oltářní. Konstatuje také, že přiznání, která učinil mladý Moisnel, byla vynucená; má o tom i Moisnelovo vlastnoruční vyjádření.
Král ani jeho rada na spis nijak nereagovali. Voltaire zemřel v roce 1778. Spravedlnosti pro odsouzené nedosáhl, ale díky jeho publikacím se s případem seznámila celá Evropa.
Gaillard d'Etallonde se nakonec dočkal alespoň milosti. Udělil mu ji král Ludvík XVI. v roce 1788.
Popravený rytíř de la Barre byl posmrtně rehabilitován až v období Velké francouzské revoluce. Národní konvent Francouzské republiky dne 15. listopadu 1794 rozsudek abbevillských soudců z roku 1766 zrušil.

## Ohlas v literatuře
Francie ... vezla se neobyčejně klidně z kopce, vydávala papírové peníze a utrácela je. Vedena svými křesťanskými pastýři, bavila se mimo to také humánními skutky, jako například tím, že odsoudila jakéhosi mladíka, aby mu byly uťaty ruce, aby mu jazyk byl vytržen kleštěmi a jeho tělo aby bylo za živa spáleno, poněvadž za deště nepoklekl, aby vzdal poctu jakémusi špinavému procesí mnichů, které před jeho zraky míjelo asi padesát nebo šedesát kroků od něho. Je zcela pravděpodobno, že již tenkrát, když k smrti mučili tohoto ubožáka, rostly ve francouzských a norských lesích stromy, které si dřevorubec Osud poznamenal, aby pak byly pokáceny a rozřezány a aby z nich byla vyrobena lešení s košíky a noži, hrozná svým podílem na dějinách. Je zcela pravděpodobno, že v hrubých kolnách některých obdělavatelů těžké půdy pařížského okolí stály již téhož dne ukryty před nečasem nemotorné káry, postříkané blátem venkovských cest, očichávané prasaty, sloužící drůbeži za hřady, káry, které si hospodářka Smrt přichystala, aby jí byly vozbou revoluce.
Charles Dickens, Příběh dvou měst, 1859

## Pomníky
Na počátku 20. století probíhal ve Francii boj republikánů a radikálů s klerikalismem. Vyvrcholil v červenci 1905, kdy byl přijat zákon o odluce církve od státu. Tyto události vedly k oživení vzpomínky na popraveného rytíře.
V Paříži byla jeho socha slavnostně instalována v roce 1905 (model) a v provedení z bronzu o rok později. Bylo to dílo sochaře Armanda Blocha a rytíř de la Barre byl zpodoben jako odsouzenec připoutaný ke kůlu; u nohou mu ležel Voltairův Filozofický slovník. Socha byla zničena za nacistické okupace, v roce 1941 byla roztavena.
V Abbeville, kde mladík zemřel, byl v roce 1907 vztyčen pamětní obelisk s bronzovou deskou, na níž je zobrazeno jeho mučení.
K obnově rytířova pomníku v Paříži došlo z rozhodnutí městské rady v roce 2001. Novou sochu vytvořil Emmanuel Ball a je umístěna na náměstí Nadar (Montmartre). Rytíř je zobrazen jako mladý volnomyšlenkář, s kloboukem na hlavě a s rukou v kapse.
Památku popraveného mladíka připomínají v mnohých francouzských městech i názvy ulic. V Paříži nese jeho jméno rue du Chevalier de la Barre, což je jedna z uliček za bazilikou Sacré-Cœur.